# Β-ナフトールメチルエーテル
β-ナフトールメチルエーテル（英: β-Naphthol methyl ether）は、化学式C11H10Oで表される有機化合物である。

## 用途
純粋なものはネロリやアカシアのような香りを持つが、低純度のものは粗い香気となる。石鹸・洗剤をはじめとする家庭用品向け香料や、マスキング香料として使用される。「ネロリン」「ヤラヤラ」などの商品名がある。

## 製法
β-ナフトールとメタノールを硫酸の存在下で加熱、もしくはアルカリの存在下で硫酸ジメチルでメチル化したのち、再結晶して精製する。